# Scientific American

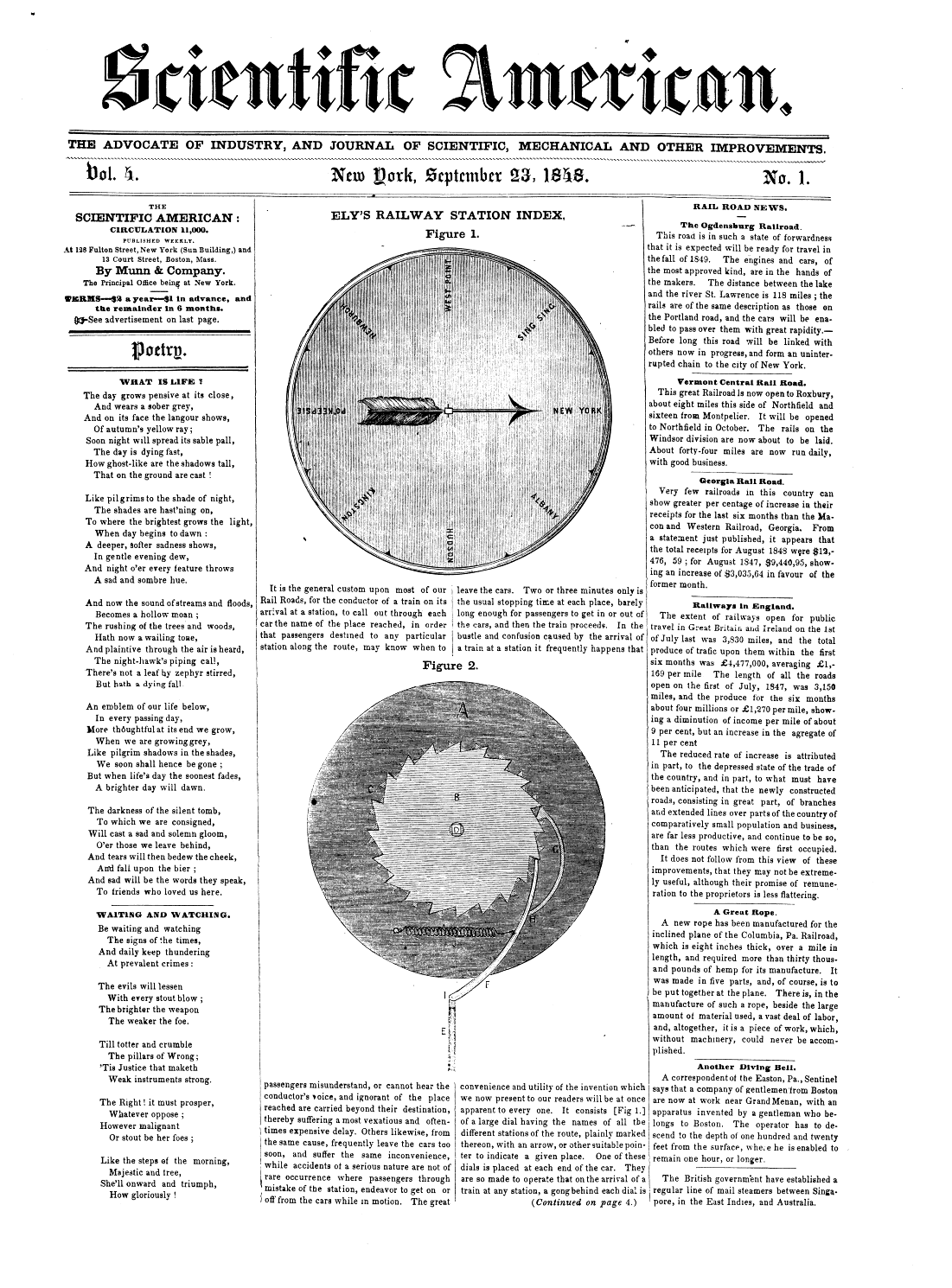
La copertina di Scientific American del settembre 1848.

Scientific American è una delle più antiche e prestigiose riviste di divulgazione scientifica pubblicata dal Nature Publishing Group.

## Storia
Fu fondata da Rufus Porter il 28 agosto 1845 durante la presidenza di James Knox Polk ed è pubblicata con cadenza mensile. Il nome è colloquialmente abbreviato in SciAm.
La rivista, di ampia diffusione, propone articoli autorevoli su discipline scientifiche attuali ed innovative.
Non è soggetta a revisione paritaria come le riviste di comunicazione scientifica quali Nature, ma è comunque rispettata per l'esposizione chiara degli articoli indirizzata ad un pubblico di appassionati o di scienziati operanti in campi diversi da quelli trattati.
Scientific American è la più antica rivista scientifica degli Stati Uniti ad essere stata pubblicata senza interruzioni nella sua storia editoriale. Più di 50 differenti Premi Nobel sono stati collaboratori della rivista, e circa 140 hanno pubblicato un loro articolo in questa sede, spesso anticipando le intuizioni e le scoperte che li avrebbero poi resi famosi in tutto il mondo.
Esistono varie edizioni internazionali della rivista, tra cui una versione in lingua italiana chiamata Le Scienze. La versione tedesca della rivista, nel 2014, ha ricevuto il Premio tedesco per il QI dalla sezione tedesca del Mensa.